# Euroscaptor ngoclinhensis
Euroscaptor ngoclinhensis — вид ссавців родини Talpidae. Це ендемік центрального В'єтнаму. Він був названий на честь гори Ngọc Linh, в околицях якої він був вперше виявлений.

## Розповсюдження
Вважається, що цей вид є ендеміком Центрального нагір'я В'єтнаму, в провінціях Контум і Куангнам. Кроти з провінції Зялай також можуть належати до цього виду.

## Опис
Це кріт невеликих розмірів, який за розміром можна порівняти лише з в'єтнамським кротом (E. subanura). Має цибулиноподібний хвіст і довгий і помірно широкий рострум. Він має менші розміри тіла та черепа та коротші верхні та нижні ряди зубів, ніж E. parvidens.